# Bahía Adair
La bahía Adair es una bahía mexicana situada en el extremo norte del Golfo de California en el municipio de Puerto Peñasco en el estado de Sonora, ubicado sobre las coordenadas 31°30′0″N 113°48′00″O / 31.50000, -113.80000. Tiene orientación sur. Tiene 40 km de ancho y 15 km de largo. 
Los humedales de Bahía Adair, de 42,430 hectáreas, fueron designados sitio Ramsar en 2009. Está compuesto por tres hábitats diferentes: los esteros, los pozos artesanos y las salinas. La bahía contiene cuencas con depósitos considerables de sales. Aparecen en esta zona animales en peligro de extinción, entre ellos un endemismo como el cachorrito del desierto.
Fue descubierto por el explorador británico Robert William Hale Hardy y señaló a la bahía en sus viajes por el interior de México en 1825-1828 publicada originalmente en Londres en 1829. Hardy pensó que marcó un hito en la entrada al Río Colorado.